# Perseo de Macedonia
Perseo (en griego: Περσεύς) (c. 212-165 a. C.), último rey de la antigua Macedonia, y también el último monarca de la dinastía Antigónida, una de las sucesoras de Alejandro Magno (179-168 a. C.). Comenzó su reinado en el año 179 a. C., a la muerte de su padre Filipo V de Macedonia. 

## Primeros años
Desde muy joven fue nombrado por su padre comandante del ejército encargado de guardar los pasos de Pelagonia contra los ilirios. En 189 a. C. aparece dirigiendo un ejército en el Epiro donde asedió Anfiloquía, pero fue rechazado por los etolios. Los romanos mostraron cierto favor hacia su medio hermano Demetrio y esto excitó los celos o el temor de Perseo que sospechó que los romanos querían colocar a Demetrio en el trono al morir Filipo. Fabricó unas acusaciones falsas que llevaron a Demetrio a la muerte por orden de Filipo, convencido de que su hijo mantenía una correspondencia con los romanos a fin de traicionar al reino. Se dice que Filipo finalmente se enteró de la verdad y quiso desheredar a Perseo en favor de un sobrino, pero su muerte lo impidió (179 a. C.).

## Ascensión al trono
Muerto el padre, Perseo ascendió al trono e hizo ejecutar a Antígono al que atribuía los consejos a su padre para desheredarlo.  Filipo se había estado preparando para un conflicto con Roma que consideraba inevitable, así Perseo se encontró con todos los elementos a la mano, pero de momento no quiso romper hostilidades abiertamente con los romanos y envió una embajada a Roma para obtener el reconocimiento de su título y trono y la renovación del tratado hecho por su padre. Esta embajada era necesaria ya que en la frontera tracia había estallado el conflicto con un jefe llamado Abrúpolis, aliado romano. A pesar de este conflicto Perseo fue reconocido rey por Roma y el tratado fue renovado con los mismos términos.
Un ciudadano de Brundisium, Lucio Ramio, lo acusó de inducirlo a envenenar a los miembros de una legación, pero el rey negó la acusación ante el Senado. Durante siete años el gobierno de Perseo fue acertado, ganándose el apoyo de su pueblo eliminando algunas disposiciones de su padre que desagradaban a la gente, llamando a los exiliados y decretando una amnistía; buscó también la alianza de los griegos, tracios, ilirios y celtas de los alrededores de su reino. También se alió con los príncipes asiáticos, excepto Eumenes II de Pérgamo y así Seleuco IV Filopátor le dio a su hija Laódice en matrimonio, y una hermana de Perseo fue dada en matrimonio al rey Prusias II de Bitinia. Estas alianzas fueron vistas por los romanos como infracciones del tratado de alianza con Roma.
Los dardanios fueron atacados por los bastarnos y enviaron una delegación al senado romano acusando a Perseo de fomentar este ataque (probablemente era verdad). En Roma circularon noticias de que enviados macedonios habían ido a Cartago. Un nuevo incidente se produjo cuando Perseo dirigió una expedición contra los dólopes, y después de reducir a este pueblo, se dirigió con su ejército a Delfos, oficialmente para hacer un acto religioso pero en realidad para mostrar su fuerza y poder a los griegos. Roma envió varias embajadas de queja e inspección, y Perseo también envió excusas a Roma.

## Tercera guerra macedónica

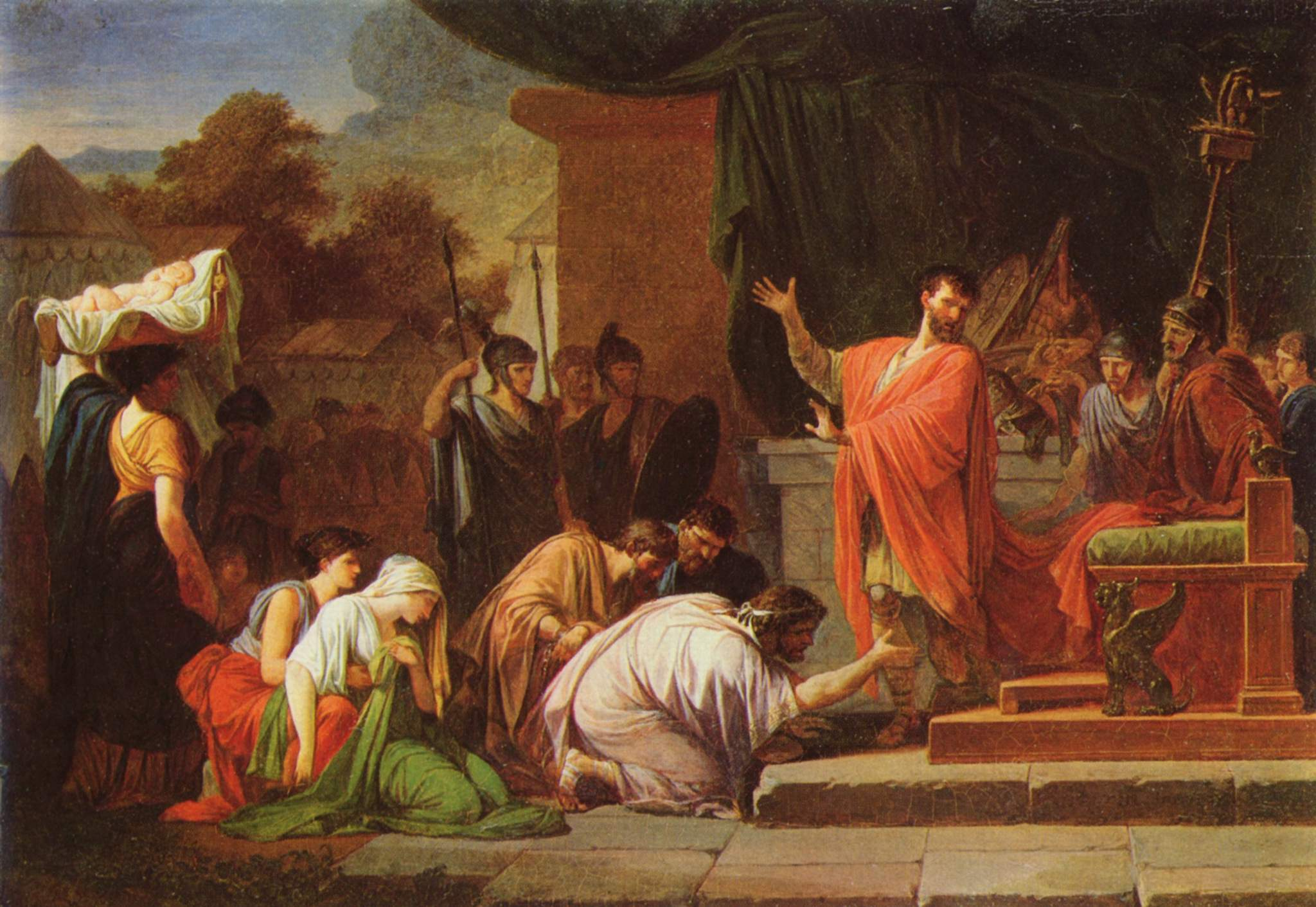
Perseo de Macedonia

La enemistad mutua entre Perseo y Eumenes condujo a este último a incitar al senado romano para que declarara la guerra. Los romanos viendo que poco tiempo después de recibir a Eumenes este sufrió un atentado frustrado por parte de Evandro que se puso al servicio de Perseo al poco tiempo de este intento de asesinato. El senado romano, que ya hacía tiempo que valoraba las opciones de iniciar la guerra enviando embajadas a los reinos vecinos, aprovechó la ocasión para declarar la guerra a Macedonia. Sin embargo los ejércitos no estaban preparados y los dos primeros años de la guerra fueron militarmente favorables a Perseo, siendo rechazadas las acometidas de los cónsules Publio Licinio Craso (171 a. C.) y Aulo Hostilio Mancino (170 a. C.).
En 169 a. C. llegó el cónsul Quinto Marcio Filipo; con una marcha complicada consiguió cruzar el Olimpo. Las tropas cansadas después de la travesía montañera, no estaban listas para luchar. Sin embargo Perseo atemorizado por la presencia del ejército romano en tierras macedonias abandonó Díon, y retrocedió hasta Pidna. Las estrategias políticas y diplomáticas para forzar un tratado de paz no prosperaron aquel año tampoco.
En 168 a. C. el ejército romano fue dirigido por el cónsul Lucio Emilio Paulo. La estrategia militar romana salió con un efecto culminante en la batalla de Pidna con el ejército de Perseo derrotado. Perseo huyó hacia Pella, pero abandonado por sus amigos, se dirigió a Anfípolis acompañado sólo de algunos fieles y 500 mercenarios cretenses. Desde Anfípolis se dirigió a la isla sagrada de Samotracia.
En esta isla fue bloqueado por el pretor Cneo Octavio y la flota romana, los romanos no intentaron violar la isla sagrada, pero pronto todo el mundo abandonó a Perseo que trató de huir a Tracia por mar pero no lo logró y se tuvo que entregar al pretor romano. Llevado ante Emilio Paulo suplicó al cónsul y este lo trató con amabilidad y le dejó una posición de acuerdo a su grado. Perseo fue depuesto y llevado a Roma al año siguiente, junto con sus dignatarios, participando como "trofeo" en el Triunfo romano organizado para Emilio Paulo el 30 de noviembre de 167 a. C., y después fue encerrado en las mazmorras, de donde pudo salir pronto por la intercesión del mismo Emilio Paulo.
Vivió en Alba Fucens por un periodo desconocido que algunos sitúan hasta cinco años, pero en general se piensa que fueron dos años, hasta que se dejó morir de hambre, según algunos relatos murió porque sus guardianes no le dejaban dormir.
La historia de su reinado fue escrita por Posidonio que es citado por Plutarco.
Estuvo casado dos veces: la primera con una mujer cuyo nombre no se conoce, a la que mató de un puñetazo. La segunda, Laódice, supuso una alianza con los seléucidas que no tuvo ningún efecto. Dejó un hijo llamado Alejandro, y una hija, los dos del segundo matrimonio, los dos hijos fueron llevados a Roma en 167 a. C. cuando todavía eran niños. Su hermano Filipo (adoptado por Perseo y considerado el heredero) compartió su cautiverio.